# 현대 미술

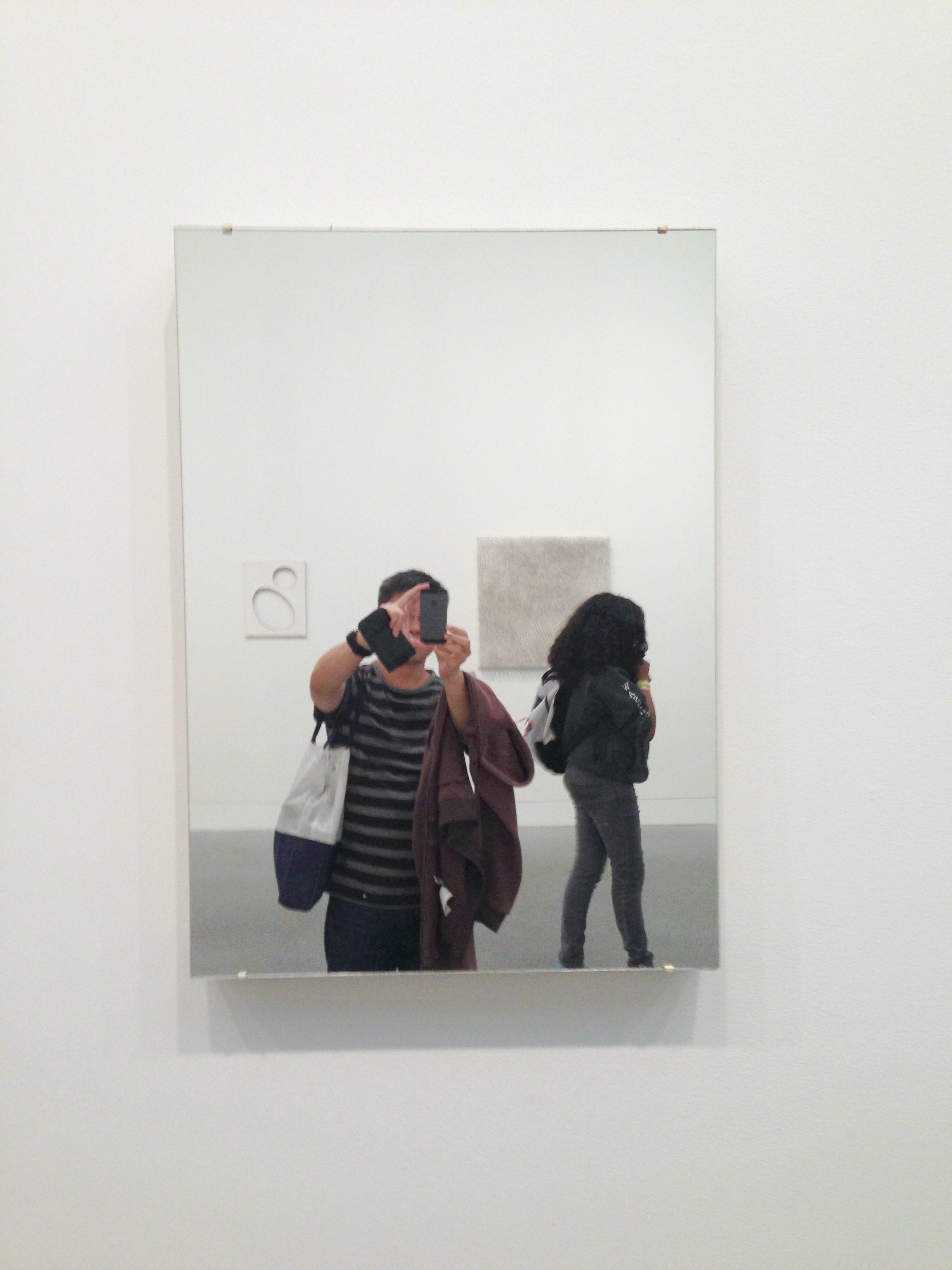

현대미술(現代美術)은 대략 19세기 후반부터 현재까지의 미술을 의미한다. 근대미술 뒤의 미술을 의미하지만, 그 경계는 모호한 편이다. 현대미술의 시작을 인상주의의 등장부터 꼽는 연구자들이 많다. 현대미술 중에서도 1970년대 이후의 미술은 동시대미술로 구분한다.

## 개요
대략 1860년대에서 1970년대에 이르는 기간의 예술 작품들을 포함하며, 또한 이 기간에 생겨난 예술의 형식과 철학을 의미한다. 현대미술은 통상 모더니즘 실험 정신을 추구하며 과거의 전통을 버린 예술과 관련되어 있다. 현대미술가들은 새로운 시각과 예술의 재료와 역할의 본성에 대한 신선한 생각으로 실험하였다. 전통적 예술의 특징인 묘사에서 벗어나 추상을 지향하는 것이 더욱 현대적인 미술의 특징이다.
현대 미술을 20세기 미술의 역사와 그 변천된 과정으로 가정해볼 때 이 시대에는 다양하고도 획기적인 미술 운동이 일어났다. 20세기에 들어서자 그야말로 불길처럼 폭발한 야수파를 필두로 독일의 표현주의, 프랑스의 입체주의, 이탈리아의 미래주의, 소련의 쉬프레마티슴과 구성주의(構成主義), 그리고 네덜란드의 신조형주의, 다시 프랑스에서의 순수주의와 절대주의, 그리고 여기에 다시 다다이즘과 초현실주의를 곁들여 20세기 미술은 가히 백가쟁명의 양상을 띠고 있다.
우선 20세기 전반기의 미술을 두고 볼 때, 이 시기에 대두된 갖가지 미술운동은 한가지의 기본적인 과제를 앞세우고 있는 것이 분명하다. 그것을 우리는 '순수에의 의지(意志)' 또는 '순수에의 노력'이라는 말로 집약시킬 수 있을 것이다. 여기서 순수라는 것은 바로 조형요소들, 즉 색채와 형태의 순수성을 말한다. 유럽에 있어서의 19세기까지의 미술전통은 한마디로 사실주의 미학을 바탕으로 하는 것이었다. 또한 이 사실주의란 다름 아닌, 현실 내지는 자연의 충실한 재현(再現)을 의미하는 것이었다. 그리하여 모든 조형 수단은 오로지 이 지상 명령에 봉사하는 예속적인 구실밖에는 못해 왔으며, 따라서 독자적인 조형언어로서의 미술의 자율성과 순수성은 그 전통이라는 이름 아래 그동안 거의 말살되어 온 터였다. 그러나 20세기 미술은 바로 미술의 자율성과 순수성에 대한 각성에서 비롯된 것이었다. 르네상스 이래 미술의 유일한 규범으로 간주되어 오던 이 사실주의 전통에 대한 반기를 들고 20세기 미술은 새로운 조형적 질서를 창조하기 위해 조급한 모색을 거듭하였거니와 한편에서는 순수한 형태의 조형성을, 또 한편에서는 색채의 독자적인 표현력을 제각기 추구하면서 끝내 반(反)사실주의의 절정인 추상 미술에 도달하였다. 그러나 또 한편에서는 사실주의 전통과 쌍벽을 이루는 또 하나의 유럽정신의 기틀, 즉 합리주의 정신에 대한 반항도 또한 20세기를 특징짓는 요인의 하나로서 나타나며, 그러한 움직임의 가장 획기적인 표명으로서 우리는 다다이슴과 쉬르레알리슴을 들 수 있다.
제2차 세계 대전을 고비로 전후 미술은 20세기 후반으로 접어들면서 더 한 층 과격한 미학적인 모험과 실험을 거듭하고 있다. 그 가열된 소용돌이는 우선은 앵포르멜 미술과 액션 페인팅의 등장으로 전쟁 이전의 고전적 추상미학에 종지부를 찍음으로써 비롯되어, 연이어 상극(相克)과 초극(超克)의 눈부신 변천은 오늘에 이르기까지 계속되고 있다. 그리고 이 전후의 동향은 전전의 '이즘' 중심의 미술 운동과 달리 '아트(art)'의 명칭을 앞세우고 있다. 이를테면 팝 아트, 옵 아트를 필두로 하여 키네틱 아트와 라이트 아트, 또는 정크 아트, 그리고 오늘날의 개념 미술(conceptual art) 등이 그 대표적인 경우이다.
전쟁(1945년 이전) 전후(1945년 이후) 미술에 대해 각기 그것이 '이슴'과 '아트'로 묶인다고 비친 적이 있으나 실은 이 양자간의 예술 사이에는 보다 근본적인 미학적 이념의 차이가 도사리고 있는 것으로 보인다. 그 차이를 한마디로 요약하자면 전전의 미술, 말을 바꾸어 20세기 전반기의 미술은 어디까지나 조형(造形)의 문제를 주축으로 한 새로운 추구로 일관되고 있는 반면, 전후의 미술은 이 조형이라는 우상(偶像)마저를 거부하고 창조 또는 그 행위 자체의 본질을 규명하려는 보다 절박한 과제를 안고 있다고 할 수 있다. 그리하여 한편으로는 조형의 문제를 가장 순수한 상태에서 집약한 것이 바로 추상미술이라고 하는 국제적인 표현 형태요, 또 한편으로는 창조행위의 의미와 맞붙은 궁극적인 미술 형태로서 이른바 '오브제 미술'을 거쳐 오늘의 컨셉튜얼 아트가 등장한 것으로 일단 간주할 수 있을 것이다.

## 같이 보기
- 문화 변용
- 포스트모더니즘에 대한 비판
- 시각 예술
- 미디어 아트